# Rad- und Kraftfahrerbund Solidarität
Der RKB Solidarität Deutschland 1896 e. V. ist ein deutscher Sportverband. Seine Mitgliedsvereine betreiben vor allem Hallenradsport (Kunstradfahren, Radball, Radpolo), Motorsport und Rollsport, auch Radwandern, BMX, Einrad und Breitensport.

## Gründung des „Arbeiter-Radfahrerbund Solidarität“

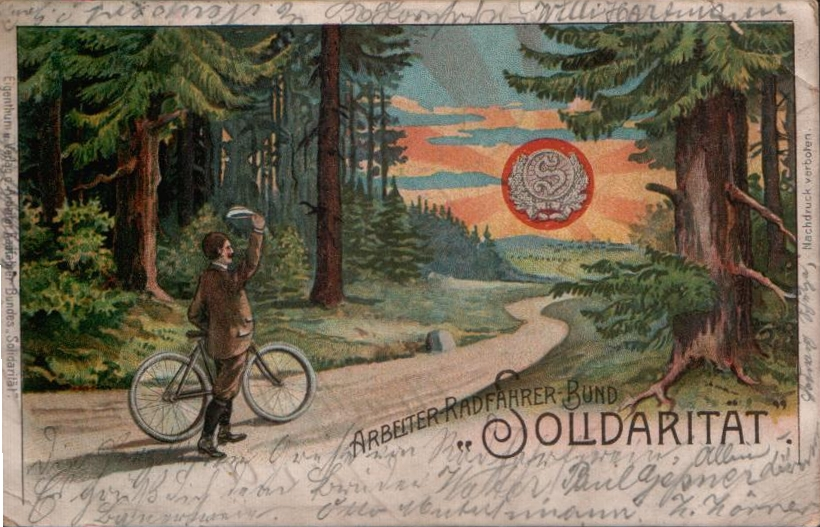
Postkarte des Arbeiter-Radfahrer-Bundes Solidarität aus dem Jahr 1906

Der RKB wurde im Jahr 1896 als „Arbeiter-Radfahrerbund Solidarität“ in Offenbach am Main gegründet. Ein erster Gründungsakt 1893 in Leipzig war trotz der Aufhebung des Sozialistengesetzes noch verboten worden. Die Bundesgeschäftsstelle war zunächst in Chemnitz angesiedelt, 1907 verlegte der Verein seinen Hauptsitz nach Offenbach am Main. In der Weimarer Republik war der ARB mit mehreren hunderttausend Mitgliedern der größte Radsportverband der Welt. Der Name Solidarität sollte bereits ausdrücken, dass sich dieser Bund als Teil der Arbeiterbewegung verstand und versteht. Neben den sportlichen Aktivitäten des Bundes sollten stets auch das „Miteinander und Füreinander einstehen“ Basis des Vereinslebens sein.
Die Industrialisierung gegen Ende der Kaiserzeit und die zeitgleich stattfindende Organisation der Arbeiterschaft in Arbeitervereinen führte vor dem Ersten Weltkrieg zu einem ersten Höhepunkt in den Mitgliederzahlen. Die durch den Krieg bedingten Einbrüche im Mitgliederbestand und das faktische Ende des Vereinslebens wurden schnell überwunden. In der Weimarer Republik entfaltete sich die „Solidarität“ zu ihrer größten Blüte.

## Geschichte des Sportverbandes Solidarität

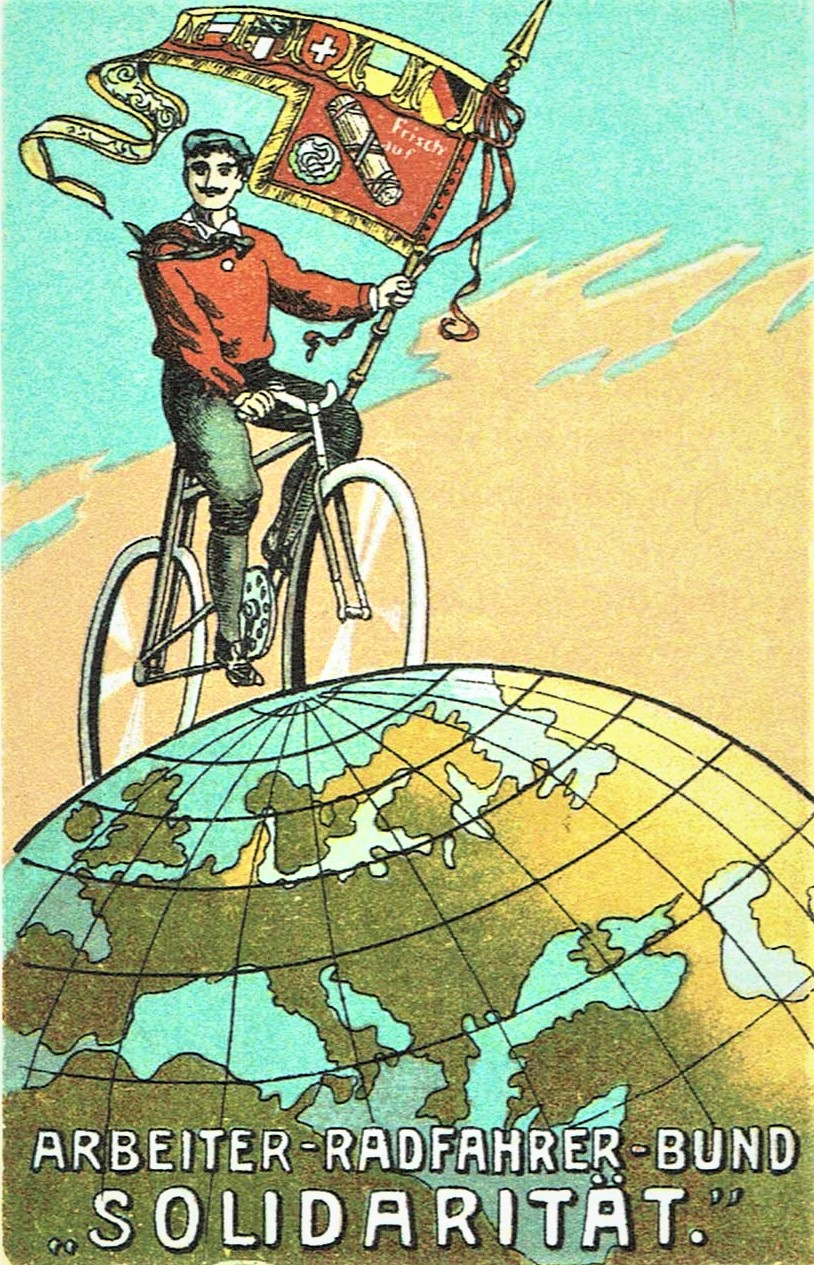
Postkarte des Arbeiter-Radfahrer-Bundes Solidarität um 1900

Im Mai 1896 beschlossen 18 Delegierte von Radfahr-Vereinen aus zwölf Städten auf dem 4. Kongress der Arbeiter-Radfahrer in Offenbach, sich zum Arbeiter-Radfahrerbund „Solidarität“ zusammenzuschließen. Schon drei Jahre zuvor in Leipzig wollten Arbeiter-Radfahrer, meistens Sozialdemokraten, einen Zentralverband mit einem explizit politischen Programm gründen. Der Bund wurde verboten, obwohl die Sozialistengesetze (1878 bis 1890) nicht mehr galten. Bei der Gründung in Offenbach hatte man das Programm weitgehend entpolitisiert. Mit dem Namen Arbeiter-Radfahrerbund „Solidarität“ jedoch dokumentierte der Verein die Zugehörigkeit zur Arbeiterbewegung. Als die roten Husaren des Klassenkampfes machten die Arbeiter-Radler politische Geschichte.

### Arbeitersportbewegung
Die Verbandsgründung im 19. Jahrhundert hatte natürlich auch sportliche Gründe im Zusammenhang der Arbeitersportbewegung. Arbeiter konnten sich endlich Fahrräder leisten – wenn auch nur gebrauchte oder sehr einfach ausgestattete. Die Arbeiter-Radler wollten – wie ihre bürgerlichen Sportgenossen – im Verein radeln. Die bürgerlichen Vereine aber, überwiegend konservativ, nationalistisch und/oder militaristisch, kamen für Arbeiter nicht in Frage oder nahmen keine Arbeiter auf. Darüber hinaus hatte die Arbeiterbewegung ein anderes, nicht unbestrittenes, Sportverständnis: Körperkultur, Körperbeherrschung und gemeinschaftliches Erleben zählten und nicht Rekorde oder bezahlter Leistungssport. Statt Radrennen gab es Wettbewerbe im Langsamfahren; der Verband pflegte Radtouristik, Kunstradfahren und andere Saalradsportarten, und diese stehen auch heute noch im Vordergrund der sportlichen Aktivitäten. Sie unterschieden sich hieran aber auch von der kommunistischen Rote Sport Internationale, die den Wettkampfsport (auch im Radrennsport) pflegte, weil man über die Zuschauer (und nicht nur über die Teilnehmer) Klassenbewusstsein entwickeln und verfestigen wollte. In den 1920er Jahren boomte die „Solidarität“. Der Verband besaß eine eigene Fahrradfabrik, eigene Läden und ein ausgebautes soziales Sicherungssystem mit Unfall-, Haftpflicht-, Raddiebstahls- und Rechtsschutzversicherung. Je nach Dauer der Mitgliedschaft erhielten die Hinterbliebenen sogar im Sterbefall eine Unterstützung.
1916 lösten sich die Schweizer Sektionen und begründeten den Arbeiter Radfahrer-Bund der Schweiz „Solidarität“.
An der Organisation der Frankfurter Arbeiterolympiade vom 24. bis 28. Juli 1925 hatte der Rad- und Kraftfahrerbund Solidarität, der mit über 300.000 Mitgliedern (organisiert in 5.000 Ortsgruppen) der größte Arbeitersportverein der Weimarer Republik war, wesentlichen Anteil.

### Gründung der Fahrradfabrik Frischauf
Im Jahr 1912 gründete der Arbeiter-Radfahrerbund Solidarität in Offenbach die genossenschaftlich organisierte Fahrradfabrik Frischauf.

### SPD und die Arbeiter-Radfahrer
Um sich gegen das bürgerliche Lager behaupten zu können, war ein enger Anschluss an die organisierte Arbeiterbewegung erforderlich. Die Arbeitersportler achteten deshalb stets auf gute Beziehungen zur SPD und zu den freien Gewerkschaften. Während der Weimarer Republik hatte der RKB eine besondere Bedeutung für die Partei: In den Zeiten der Wahlagitation konnten sie aufgrund ihrer Mobilität Flugblätter selbst in die entlegenen Dörfer verbreiten. Dies brachte ihnen den Spitznamen „Rote Kavallerie“ ein. Dennoch war das Verhältnis zwischen SPD und der „Solidarität“ nicht spannungsfrei. Teile der SPD warf den Arbeiter-Radfahrvereinen vor, sie lenkten durch Sport und Vergnügungen von der politischen Arbeit ab. Sie seien auch keine richtigen Arbeiter, weil sie sich Räder leisten konnten. Selbst beim Wiederaufbau des Verbandes nach dem Zweiten Weltkrieg boten Gewerkschaften und SPD keinerlei Unterstützung.

### Verbot und Wiederaufbau
Die gesamte Arbeiterbewegung war nicht stark genug, um dem Nationalsozialismus zu trotzen. Im Mai 1933 wurde die „Solidarität“ verboten. Dem nationalsozialistischen „Deutschen Radfahrer-Verband“ schloss sich die „Solidarität“ nicht an, anders als die Funktionäre und Mitglieder des „Bundes Deutscher Radfahrer“, die zu einem beträchtlichen Teil in den Einheitsverband eintraten. Die Nazis beschlagnahmten das Eigentum der „Solidarität“. Sie enteigneten das Bundeshaus mit dem Fahrradhaus „Frischauf“, einer Fahrradfabrik mit einer Jahresproduktion von bis zu 20.000 Rädern und Verkaufsfilialen in vielen Städten, und entließen die Mitarbeiter. Nicht wenige Mitglieder der „Solidarität“ wurden als engagierte Sozialisten und Kommunisten Opfer des NS-Regimes oder schlossen sich Widerstandsgruppen an.
Nach dem Verbot durch die Nationalsozialisten und dem Zweiten Weltkrieg wurde der Verband im April 1949 (wenn auch nur für Westdeutschland) wiedergegründet.
Zum RKB gehört seit 1954 die Solidaritätsjugend Deutschlands im RKB (kurz: Solijugend oder Soli) als eigenständige Jugendorganisation. Heute hat die Solijugend rund 30.000 Mitglieder.
Im Jahr 1963 wurde das Wort „Arbeiter“ aus dem Namen gestrichen. Bis Anfang der 1960er-Jahre gelang es dem Bund wieder, einen erheblichen Mitgliederbestand aufzubauen. Dann führten organisatorische und rechtliche Streitigkeiten mit dem DSB (Deutscher Sportbund) und dem BDR (Bund Deutscher Radfahrer) zu einem deutlichen Mitgliederschwund. Der DSB sperrte sich gegen eine Aufnahme des RKB Solidarität. Auch die Beziehungen zum Fachverband BDR gestalteten sich zunehmend schwierig. Zwar gab es seit 1958 eine Arbeitsgemeinschaft, die den Mitgliedern beider Verbände die Teilnahme an gemeinsamen Wettkämpfen ermöglichen sollte, jedoch blieben die Mitglieder der „Solidarität“ von der Teilnahme in einigen Disziplinen, vor allem im wichtigen Straßenrennsport, ausgeschlossen.

### Solidarität und Bund Deutscher Radfahrer
Die Rolle von Funktionären und Mitgliedern des „Bundes Deutscher Radfahrer“ (BDR) wird vom Rad- und Kraftfahrerbund „Solidarität“ als nicht sehr rühmlich angesehen: Sie bekämpften die „Solidarität“ im Dritten Reich und behinderten den Wiederaufbau des Verbandes. Dabei ging es vor allem auch um Rückgabe des Eigentums und um Entschädigungen. Der BDR wurde 1948 wiedergegründet, der Arbeiter-Radfahrerbund „Solidarität“ – seit 1928 hieß er Arbeiter-Rad- und Kraftfahrerbund Solidarität (ARKB) – ein Jahr später.
Erst 1977, nach einem Bundesgerichtshofsurteil, gelang es der „Solidarität“, in den Deutschen Sportbund aufgenommen zu werden. Dort verteidigte der BDR als Spitzenverband des Radsports sein Monopol. Noch in den 50er Jahren hatte der ARKB mehr Mitglieder als der BDR. Die verweigerte Mitgliedschaft im Deutschen Sportbund kam einem Verbot der Wettbewerbsteilnahme für die Solidaritätsfahrer gleich, daher wanderten viele Mitglieder in den BDR ab.

### Die Solidarität heute

Logo bis 2017

Der Rad- und Kraftfahrerbund „Solidarität“ hat seine regionalen Schwerpunkte in Bayern, Baden-Württemberg und Hessen. Trotz der Versuche, durch Jugendarbeit und die Aufnahme neuer Sportarten die Vereine zu reaktivieren, bleibt die „Solidarität“ marginal. Allein Kunstradfahren, Radball und Rollsport sind in der Öffentlichkeit bekannte Disziplinen. Ein verkehrspolitisches Profil bildete der Verband nicht heraus, da er sich dem Motorsport öffnete. Er kooperiert inzwischen mit dem Deutschen Verkehrssicherheitsrat. Nach einer Analyse der Probleme durch den motorisierten Individualverkehr für Mensch und Umwelt erhebt die „Verkehrspolitische Plattform“ des Bundestages der „Solidarität“ nur sehr allgemeine Forderungen zu Bahn und Öffentlichem Personen-Nahverkehr ÖPNV und betont die Notwendigkeit neuer Radwege.
Am 15. November 2015 beschlossen die Delegierten die Umbenennung des Verbandes in RKB „Solidarität“ Deutschland 1896 e. V. Die Umbenennung soll eine Assoziation mit den anderen Sportarten wie etwa Rollkunstlauf erleichtern.

## Zusammenschluss
1990 erfolgte die Vereinigung des RKBS (DDR) mit dem RKBS (BRD) zum Rad- und Kraftfahrerbund „Solidarität“ Deutschland 1896 e. V.
Der RKB ist Mitglied in der „Confédération Sportive Internationale Travailliste et Amateur“ (CSIT), dem internationalen Verband des Arbeitersports, im DOSB als „Verband mit besonderen Aufgaben“, und im DMV, dem Deutschen Motorsportverband.
Der Sitz des Verbands ist Offenbach am Main. Hier befindet sich auch die Bundesgeschäftsstelle und die Jugendbildungsstätte des Verbandes, der etwa 40.000 Mitglieder (Stand 2012) hat.

## Chronik
- 1896: als „Arbeiter- und Radfahrerbund Solidarität“ gegründet, betreibt aber noch vor dem Ersten Weltkrieg auch Motorsport (zunächst mit Motorrädern), was der Auslöser für die spätere Umbenennung war.
- 1897: Mit (Arb.B) sind Arbeiter-Radfahrer-Vereine in der „Solidarität“ im deutschen Jahrbuch der Radfahrer-Vereine 1897 abgekürzt.[9]
- 1904: Auseinandersetzungen mit dem neu gegründeten Arbeiter-Radfahrer-Bund „Freiheit“[10]
- 1912: 150.000 Mitglieder
- 1916: Die Schweizer Sektionen vereinigen sich zum Arbeiter-Radfahrer-Bund der Schweiz „Solidarität“
- 1923: 200.000 Mitglieder
- 1932: Größter Radsportverband der Welt; 400.000 Mitglieder
- 1933: Zwangsauflösung und Beschlagnahmung des Vermögens (u. a. eine Fahrradfabrik)
- ab 1945: Neugründung einzelner Ortsvereine
- 1948: Neugründung des Bundes
- 1952: Wieder 50.000 Mitglieder
- 1954: Gründung der Solidaritätsjugend Deutschlands, der eigenständigen Jugendorganisation des RKB
- 1955: Aufnahme in den DSB und BDR beantragt
- 1958: Arbeitsgemeinschaft mit dem BDR zur Durchführung gemeinsamer Wettkämpfe
- 1961: Erstmals gemeinsame Meisterschaft mit dem BDR im Hallenradsport
- 1962: Arbeitsgemeinschaft wird durch den BDR gekündigt
- 1964: Umbenennung in Rad- und Kraftfahrerbund „Solidarität“ Deutschland 1896
- 1977: Nach Beschluss des Bundesgerichtshofs wird der RKB in den DSB aufgenommen
- 1990: Vereinigung des RKBS (DDR) mit den RKBS (BRD)
- 1996: 100-Jahr-Feier des RKB Solidarität
- 2004: 50-Jahr-Feier der Solidaritätsjugend Deutschlands im RKB.
- 2015: Umbenennung in RKB „Solidarität“ Deutschland 1896 e. V.